# Necochea-Quequén

El partido de Necochea dentro de la provincia de Buenos Aires.

Se denomina Necochea-Quequén a la aglomeración urbana que se extiende entre las ciudades argentinas de Necochea y Quequén en el partido de Necochea, en el interior de la provincia de Buenos Aires, en ambas orillas de río Quequén Grande en su desembocadura en el mar Argentino.
Con 84.784 habitantes según el censo 2010, es la 11° aglomeración más poblada de la provincia, y la 42° a nivel nacional.
En el anterior censo contaba con 79.983, lo que representa un incremento del 16,6%.
| Necochea | Necochea | 73.557 | 65.459 | 59.151 | 51.069 | 39.868 | 29.319 |
| Quequén  | Necochea | -      | 14.524 | 14.125 | 11.774 | 9.299  | 7.589  |
| Total    |          | 84.784 | 79.983 | 73.276 | 62.843 | 49.167 | 36.908 |